# Bergen megye
Bergen megye az Amerikai Egyesült Államokban, azon belül New Jersey államban található. Megyeszékhelye Hackensack, legnagyobb városa Hackensack. Lakosainak száma 955 732 fő (2020. április 1.). Bergen megye Passaic, Hudson, Essex, New York County, Bronx County, Westchester, Rockland és New York megyékkel határos.

## Népesség
A megye népességének változása:
| Lakosok száma | 906 509 | 912 808 | 919 010 | 925 328 | 938 506 | 955 732 |
|               | 2010    | 2011    | 2012    | 2013    | 2015    | 2020    |